# Rosmalen Noord
Rosmalen Noord is een stadsdeel van 1503 ha met 12.565 inwoners in de gemeente 's-Hertogenbosch in het dorp Rosmalen, in de Nederlandse provincie Noord-Brabant. Rosmalen bestaat naast Rosmalen Noord ook nog uit de stadsdelen Rosmalen Zuid en De Groote Wielen.
Rosmalen Noord is het oudste gedeelte van Rosmalen. In tegenstelling tot Rosmalen Zuid zijn de namen van de wijken en buurten niet afgeleid van voormalige gehuchten. Rosmalen Noord ligt wat hoger dan het omliggende landschap, een donk. Hierdoor bleef Rosmalen bij overstromingen van de Maas voor een groot gedeelte toch droog.
Rosmalen Noord bestaat uit de volgende woonwijken:
1. . 't Ven
2. . Rosmalen centrum
3. . Hondsberg
4. . Kruisstraat
5. . Bedrijventerrein Kruisstraat
6. . De Overlaet
7. . A2 zone Rosmalen Noord
8. . Rosmalense polder
9. . Kattenbosch